# Корона, Исабела
Рефухио Корона Перес Фриас, исп. Refugio Corona Pérez Frías, более известная как Исабе́ла Коро́на (исп. Isabela Corona, 2 июля 1913 — 8 июля 1993) — мексиканская актриса.

## Биография
Родилась 2 июля 1913 года в Аутлан де Наварро. В мексиканском кинематографе дебютировала в 1939, и с тех пор снялась в 55 работах в кино и телесериалах. Наиболее известной стала её роль в фильме «Есения» (1971), где она сыграла бабушку Есении. Также снялась в ряде культовых телесериалах — «Итальянка собирается замуж», «Бедная Клара», «Вивиана», «Бьянка Видаль», «Ванесса», «Хищница», «Проходят годы», «Белое и чёрное», «Я покупаю эту женщину». В 1984 году она стала обладательницей премии Боготского кинофестиваля. После съёмок телесериала «Я покупаю эту женщину» у актрисы начались проблемы с сердцем, и в 1990 году она порвала с кинематографом.
Скончалась 8 июля 1993 года в Мехико от инфаркта миокарда, спустя 6 дней после празднования своего 80-летнего юбилея.

## Избранная фильмография
- 1971 — Есения — бабушка Есении
- 1978 — Дамиана — сумасшедшая старуха
- 1983 — Повстанец с Севера
- 1984 — Орлов не хоронят каждый день — донья Гертрудис Потес
- 1985 — Мексиканец, ты можешь

## Награда
- 1985 — Боготский кинофестиваль — «Лучшая актриса» («Орлов не хоронят каждый день»)